# 後道恩山

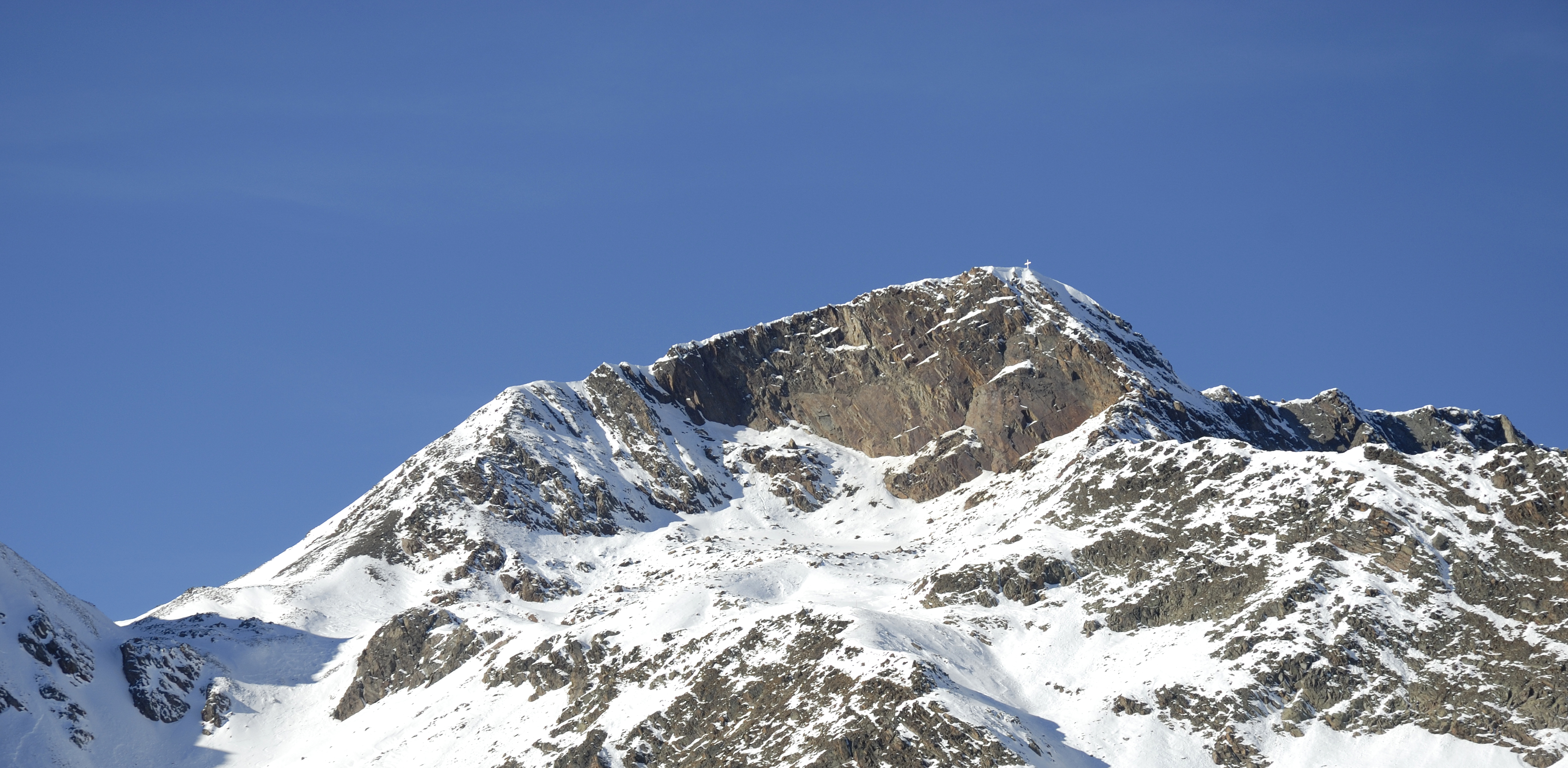

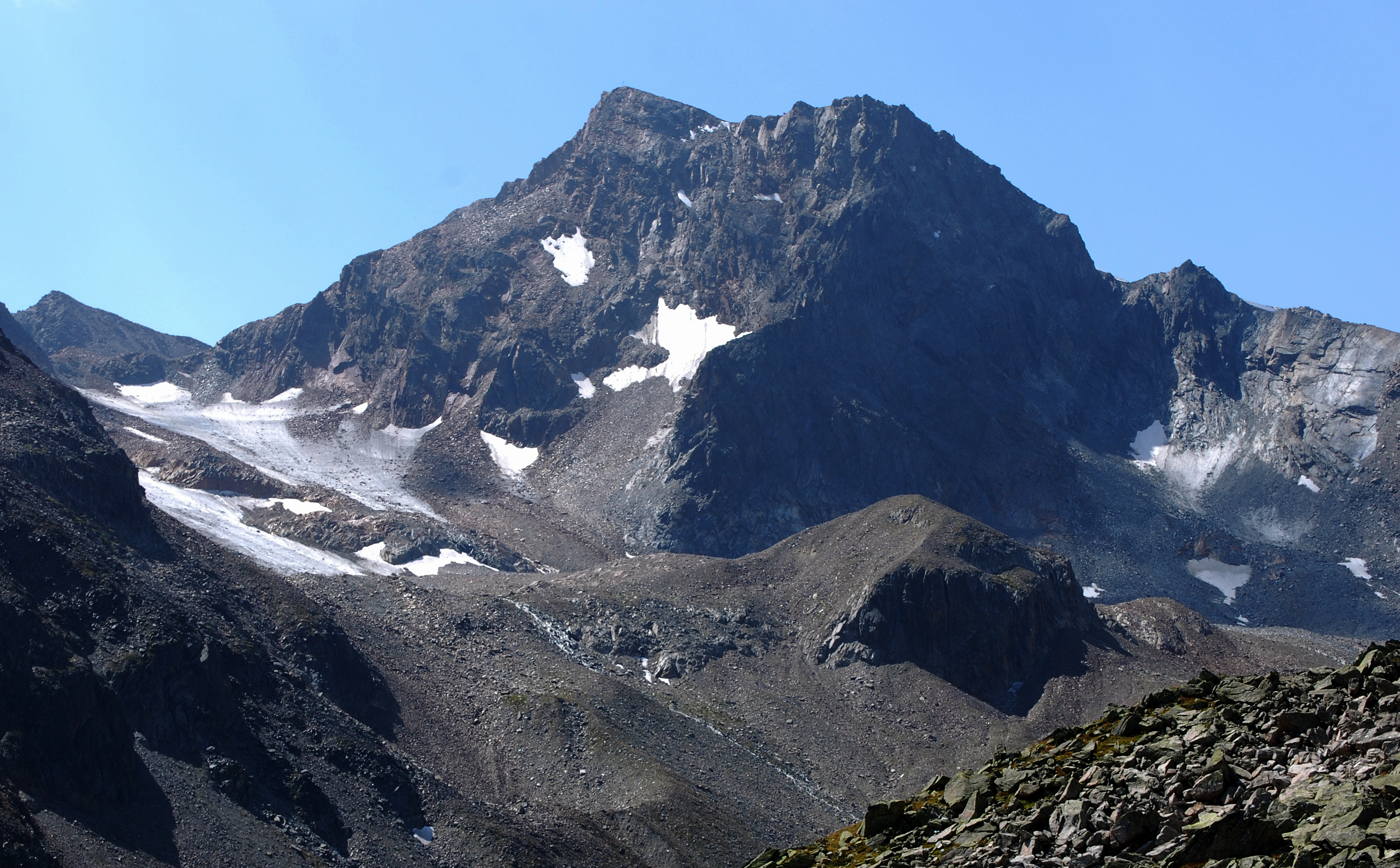

47°00′15″N 11°05′46″E / 47.004117°N 11.096097°E
後道恩山（德語：Hinterer Daunkopf），是奧地利的山峰，位於該國西部，由蒂羅爾州負責管轄，屬於斯圖拜阿爾卑斯山脈的一部分，距離溫達赫道恩科格爾山1.7公里，海拔高度3,225米，每年平均降雨量1,426毫米。